# مجلس نمایندگان لبنان
مجلس نمایندگان لبنان (به عربی: مجلس النواب اللبناني) نهاد قانون‌گذاری ملی کشور لبنان است. این مجلس از ۱۲۸ نماینده تشکیل می‌شود که با رأی مردم برای یک دورهٔ چهارساله از حوزه‌های انتخابیه چند نماینده‌ای برگزیده می‌شوند. هر یک از گروه‌های مذهبی مسلمان و مسیحی لبنان سهمیه مشخصی در این مجلس دارند. مهم‌ترین کارکرد پارلمان لبنان انتخاب رئیس‌جمهور، رأی اعتماد به دولت و تصویب قوانین و بودجه کشور است.
رئیس مجلس لبنان بر اساس عرف موجود بایستی از نمایندگان شیعه باشد. رئیس مجلس لبنان در مقایسه با دیگر نظام‌های مردم‌سالار لبنان قدرتمند است. نبیه بری از جنبش امل از سال ۱۹۹۲ تاکنون این پست را برعهده دارد.

## کرسی‌ها
| مذهب          | پیش از طائف | پس از طائف |
| ------------- | ----------- | ---------- |
| مارونی        | ۳۰          | ۳۴         |
| ارتدوکس شرقی  | ۱۱          | ۱۴         |
| کاتولیک شرقی  | ۶           | ۸          |
| ارتدوکس ارمنی | ۴           | ۵          |
| کاتولیک ارمنی | ۱           | ۱          |
| پروتستان      | ۱           | ۱          |
| مسیحیان دیگر  | ۱           | ۱          |
| کل مسیحیان    | ۵۴          | ۶۴         |
| سنی           | ۲۰          | ۲۷         |
| شیعه          | ۱۹          | ۲۷         |
| دروزی         | ۶           | ۸          |
| علوی          | ۰           | ۲          |
| کل مسلمانان   | ۴۵          | ۶۴         |
| مجموع         | ۹۹          | ۱۲۸        |